# Jeffrey Boomhouwer
Jeffrey Boomhouwer (Amsterdam, 15 juni 1988) is een Nederlands handbalspeler die in 2018 voor Bergischer HC uitkam in de Handball-Bundesliga. 
Op 18 juni 2009 speelde hij zijn eerste A-interland tegen Oekraïne.

## Privé
De vader van Jeffrey Boomhouwer, Kees Boomhouwer, is handbalcoach. De broer van Jeffrey Boomhouwer, Robin Boomhouwer, speelt op hoog niveau handbal.